# Anostomus brevior
Anostomus brevior es una especie de peces de la familia Anostomidae en el orden de los Characiformes.

## Morfología
Los machos pueden llegar alcanzar los 12 cm de longitud total.

## Alimentación
Come  algas.

## Hábitat
Es un pez de agua dulce y de clima tropical.

## Distribución geográfica
Se encuentran en Sudamérica:  cuenca del río Oyapock en la Guayana Francesa.

## Observaciones
Es a menudo encontrado en compañía de Leporinus despaxi ,Bryconops affinis y Eigenmannia virescens .